# تنهایی (ترانه جاستین بیبر و بنی بلانکو)
«تنهایی» (به انگلیسی: Lonely) ترانه‌ای از خواننده اهل کانادا جاستین بیبر و تهیه‌کننده موسیقی اهل ایالات متحده آمریکا بنی بلانکو است. ترانه توسط بیبر، بلانکو و فینیاس اوکانل نوشته شده و توسط بلانکو و فینیاس تهیه شده‌است. این ترانه در ۱۵ اکتبر ۲۰۲۰ به عنوان یک تک‌آهنگ از بخشی از ششمین آلبوم استودیویی آینده بیبر توسط فرند کیپ سیکرتز، دف جم رکوردینگز و اینترسکوپ رکوردز منتشر شد.